# Liste de villes de Chine
 (avril 2025).
La mise en forme du texte ne suit pas les recommandations de Wikipédia : il faut le « wikifier ».
Les points d'amélioration suivants sont les cas les plus fréquents. Le détail des points à revoir est peut-être précisé sur la page de discussion.
- Les titres sont pré-formatés par le logiciel. Ils ne sont ni en capitales, ni en gras.
- Le texte ne doit pas être écrit en capitales (les noms de famille non plus), ni en gras, ni en italique, ni en « petit »…
- Le gras n'est utilisé que pour surligner le titre de l'article dans l'introduction, une seule fois.
- L'italique est rarement utilisé : mots en langue étrangère, titres d'œuvres, noms de bateaux, etc.
- Les citations ne sont pas en italique mais en corps de texte normal. Elles sont entourées par des guillemets français : « et ».
- Les listes à puces sont à éviter, des paragraphes rédigés étant largement préférés. Les tableaux sont à réserver à la présentation de données structurées (résultats, etc.).
- Les appels de note de bas de page (petits chiffres en exposant, introduits par l'outil «  Source ») sont à placer entre la fin de phrase et le point final[comme ça].
- Les liens internes (vers d'autres articles de Wikipédia) sont à choisir avec parcimonie. Créez des liens vers des articles approfondissant le sujet. Les termes génériques sans rapport avec le sujet sont à éviter, ainsi que les répétitions de liens vers un même terme.
- Les liens externes sont à placer uniquement dans une section « Liens externes », à la fin de l'article. Ces liens sont à choisir avec parcimonie suivant les règles définies. Si un lien sert de source à l'article, son insertion dans le texte est à faire par les notes de bas de page.
- La présentation des références doit suivre les conventions bibliographiques. Il est recommandé d'utiliser les modèles {{Ouvrage}}, {{Chapitre}}, {{Article}}, {{Lien web}} et/ou {{Bibliographie}}. Le mode d'édition visuel peut mettre en forme automatiquement les références.
- Insérer une infobox (cadre d'informations à droite) n'est pas obligatoire pour parachever la mise en page.

Pour une aide détaillée, merci de consulter Aide:Wikification.
Si vous pensez que ces points ont été résolus, vous pouvez retirer ce bandeau et améliorer la mise en forme d'un autre article.
Liste de villes de Chine (chinois simplifié : 中华人民共和国城市列表), classées par ordre alphabétique, à l'exception des villes contrôlées par la République de Chine sur l'île de Taïwan (cet article ne prend cependant pas position sur un quelconque statut de l'île). 
Cette liste est pratiquement complète, cependant vu le nombre important de changements de noms, il reste une dizaine de cas à approfondir : certaines villes du passé semblant avoir disparu corps et biens.
Le chiffre entre parenthèses est une estimation de la population urbaine de la municipalité en 1999 ou 2001 (pas de l'agglomération).

## A
| Ville  | Nom en pinyin | Nom en chinois | Province     | Population | Type             |
| ------ | ------------- | -------------- | ------------ | ---------- | ---------------- |
| Acheng | Àchéng qū     | 阿城           | Heilongjiang | 152 326    | district         |
| Aksou  | Ākèsù         | 阿克苏         | Xinjiang     | 534 750    | ville-district   |
| Altay  | Ālètài        | 阿勒泰         | Xinjiang     | 156 666    | ville-district   |
| Anda   | Āndá          | 安达           | Heilongjiang | 190 870    | ville-district   |
| Ankang | Ānkāng        | 安康           | Shaanxi      | 133 608    | ville-préfecture |
| Anlu   | Ānlù          | 安陆           | Hubei        | 65 760     | ville-district   |
| Anning | Ānníng        | 安宁           | Yunnan       | 111 073    | ville-district   |
| Anqing | Ānqìng        | 安庆           | Anhui        | 5 311 000  | ville-préfecture |
| Anqiu  | Ānqiū         | 安丘           | Shandong     | 1 100 000  | ville-district   |
| Anshan | Ānshān        | 鞍山           | Liaoning     | 3 645 884  | ville-préfecture |
| Anshun | Ānshùn        | 安顺           | Guizhou      | 2 297 339  | ville-préfecture |
| Anyang | Ānyáng        | 安阳           | Henan        | 5 172 834  | ville-préfecture |

## B
- Baicheng — Jilin (272 800)
- Baise (Bose) — Guangxi  (126 893)
- Baishan (Hunjiang, (Badaojiang), (Changbaishan) — Jilin (261 098) ---population urbaine de l'agglomération 798 000 ONU 2005

- Baiyin — Gansu (274 900)
- Baoding — Hebei (635 500)---population urbaine de l'agglomération 1 042 000 ONU 2005

- Baoji — Shaanxi (487 400)
- Baoshan — Yunnan (100 797)
- Baoutou ou Baotou — Mongolie-Intérieure (1 146 500)----population urbaine de l'agglomération 1 920 000 ONU 2005

- Bazhong — Sichuan (137 627)
- Bei'an — Heilongjiang (217 980)
- Beihai — Guangxi  (240 640)
- Beiliu (Songhua), (Lincheng) — Guangxi  (154 313)
- Beining (Heishan, Beizhen) — Liaoning (108 405)
- Beipiao — Liaoning (202 807)
- Bengbu — Anhui (539 600)---population urbaine de l'agglomération 867 000 ONU 2005

- Benxi — Liaoning (832 000) ---population urbaine de l'agglomération 1 000 000 ONU 2005

- Bijie — Guizhou (101 171)
- Binzhou — Shandong (230 174)
- Botou — Hebei (103 337)
- Bozhou (Boxian) ex (Haozhou) — Anhui (253 544)

## C
- Cangzhou — Hebei (368 300)
- Canton (Guangzhou) — Guangdong, capitale (11 810 000)----population urbaine de l'agglomération 15 000 000 BES 2008

- Cenxi (Cencheng), (Nandu) — Guangxi (111 500) avant 1998
- Changchun — Jilin, capitale (2 072 324)----population urbaine de l'agglomération 3 046 000 ONU 2005

- Changde (anciennement Rehe) — Hunan (416 100)----population urbaine de l'agglomération 1 429 000 ONU 2005

- Changge — Henan (114 800) avant 1998
- Changji — Xinjiang (192 000)
- Changning — Hunan (134 592)
- Changsha — Hunan, capitale (1 489 300)----population urbaine de l'agglomération 2 451 000 ONU 2005

- Changshu (Yushan) — Jiangsu (264 472)
- Changyi — Guangdong (126 860)
- Changzhi — Shanxi (445 300)
- Changzhou — Jiangsu (827 100)----population urbaine de l'agglomération 1 249 000 ONU 2005

- Chao'an (Chaozhou) — Guangdong (265 300)
- Chaohu — Anhui (307 400)
- Chaoyang (Guangdong) (Mianchang) à présent district de Shantou— Guangdong (369 558)
- Chaoyang — Liaoning (312 400)
- Chengde — Hebei (318 500)
- Chengdu — Sichuan, capitale (2 341 100)----population urbaine de l'agglomération 4 065 000 ONU 2005

- Chenghai — Guangdong  (166 621)  à présent district de Shantou—
- Chenzhou (Chenxian) — Hunan (334 700)
- Chibi (Puqi) — Hubei (136 500)
- Chifeng (Ulanhad) — Mongolie-Intérieure (479 300) ----population urbaine de l'agglomération 1 238 000 ONU 2005

- Chongqing — Chongqing (3 934 200)----population urbaine de l'agglomération 6 363 000 ONU 2005 :municipalité (34 220 300) janvier 2007 : elle devient la municipalité la plus peuplée du monde.

- Chuxiong (Lucheng) — Yunnan (115 887)
- Chuzhou — Anhui (205 400)
- Cixi (Xushan) — Zhejiang (132 588)
- Conghua — Guangdong (128 328)

## D
- Da'an — Jilin (153 718)
- Dachuan — Sichuan voir Dazhou
- Dafeng — Jiangsu (153 147)
- Dali — Yunnan (175 847)
- Dalian — Liaoning (2 118 100)  ----population urbaine de l'agglomération 3 073 000 ONU 2005

- Dandong — Liaoning (602 400) ---population urbaine de l'agglomération(Partie Chinoise) 841 000 ONU 2005
- Dangyang — Hubei (114 885)
- Danjiangkou (Junxian) — Hubei (152 396)
- Dankou (Danxiang) voir Danzhou
- Danyang (Yunyang) — Jiangsu (211 875)
- Danzhou (Danxiang) ex Dankou — Hainan (212 572)
- Daqing — Heilongjiang (861 100)----population urbaine de l'agglomération 1 594 000 ONU 2005

- Dashiqiao (Yingkou) — Liaoning (199 597)
- Datong — Shanxi (999 900) ----population urbaine de l'agglomération 1 763 000 ONU 2005

- Daye — Hubei (128 561)
- Dazhou (Daxian) (ex Dachuan) — Sichuan (217 700)
- Dehui — Jilin (149 275)
- Dengzhou (Dengxian) — Henan (119 036)
- Dexing — Jiangxi (104 945)
- Deyang — Shanxi (262 000)
- Dezhou — Shandong (342 500)
- Dingzhou (Dingxian) — Hebei (131 992)
- Donggang (Donggou) — Liaoning (115 081)
- Dongguan — Guangdong (403 700)----population urbaine de l'agglomération 4 320 000 ONU 2005
- Dongsheng  — Mongolie-Intérieure (113 436) District de la ville d'Ordos
- Dongtai — Jiangsu (231 444)
- Dongying — Shandong (518 500)
- Dujiangyan (Guangkou) — Sichuan (154 867)
- Dunhua — Jilin (257 190)
- Duyun — Guizhou (150 950)

## E
- Emeishan — Sichuan (124 471)
- Enping (Encheng) — Guangdong (164 929)
- Enshi — Hubei (125 937)
- Ezhou — Hubei (326 000)

## F
- Fangchenggang — Guangxi (128 000)
- Fanyu (Panyu) — Guangdong (335 500)avant 1998 (devenue un district de  Guangzhou)
- Feicheng — Shandong (301 981)
- Fengcheng (Jiangxi) (Jiangguang) — Jiangxi (221 652)
- Fengnan — Hebei (121 767) (devenue un district de Tangshan)
- Foshan — Guangdong (429 400) ---population urbaine de l'agglomération 888 000 ONU 2005

- Fu'an (Hanyang) — Fujian (100 793)
- Fujin — Heilongjiang (123 280)
- Fuqing (Rongcheng) — Fujian (139 426)
- Fushun — Liaoning (1 244 100) ----population urbaine de l'agglomération 1 456 000 ONU 2005

- Fuxin — Liaoning (689 900)
- Fuyang — Anhui  (362 100)
- Fuyu — Jilin  (174 029 )avant 1998  ---population urbaine de l'agglomération 1 068 000 ONU 2005

- Fuzhou — Fujian, capitale (1 172 200)----population urbaine de l'agglomération 2 453 000 ONU 2005
- Fuzhou — Jiangxi (232 592)

## G
- Ganzhou — Jiangxi (307 500)
- Gao'an — Jiangxi (130 520)
- Gao'mi — Shandong (224 162)
- Gaoming — Guangdong (121 732) à présent district de Foshan
- Gaoyao — Guangdong (114 331)
- Gaoyou — Jiangsu (135 728)
- Gaozhou — Guangdong (204 028)
- Gejiu — Yunnan (218 921)
- Genhe (Ergun Zuoqi) — Mongolie-Intérieure (173 188)
- Gongyi (Gongxian), (Xiaoyi) — Henan (139 167)
- Gongzhuling — Jilin (352 978)
- Guang'an — Sichuan (164 900)
- Guanghan (Luocheng) — Sichuan (121 228)
- Guangshui — Hubei (137 189)
- Guangyuan — Sichuan (281 000)
- Guangzhou (Canton) — Guangdong, capitale (4 154 800)----population urbaine de l'agglomération 8 425 000 ONU 2005

- Guichi (Chizhou) — Anhui (103 860)
- Guigang (Guicheng) — Guangxi (216 000)
- Guilin — Guangxi (513 700)---population urbaine de l'agglomération 929 000 ONU 2005

- Guiping (Matong) — Guangxi (151 000)
- Guixi (Xiongshi) — Jiangxi (102 536)
- Guiyang — Guizhou, capitale (1 320 566)----population urbaine de l'agglomération 3 447 000 ONU 2005

- Gujiao — Shanxi (104 560)

## H
- Haicheng — Liaoning (259 725)
- Haikou (海口) — Hainan,  capitale (438 262)
- Hailar (Hulunbuir) — Mongolie-Intérieure (209 294)
- Hailin — Heilongjiang (242 389)
- Hailun — Heilongjiang (154 148)
- Haimen — Jiangsu (355 232)
- Haining — Zhejiang (122 973)
- Hami (Qomul) — Xinjiang (205 310)
- Hancheng — Shaanxi (108 702)
- Hanchuan — Hubei (171 827)
- Handan (邯郸) — Hebei (1 069 100)----population urbaine de l'agglomération 1 535 000 ONU 2005

- Hangzhou (杭州) — Zhejiang, capitale (1 932 600))---population urbaine de l'agglomération 2 831 000 ONU 2005

- Hanzhong — Shaanxi (229 400)
- Harbin (哈尔滨) — Heilongjiang, capitale (2 586 978)----population urbaine de l'agglomération 3 695 000 ONU 2005

- Hebi (鹤壁) — Henan (323 000)
- Hechi (河池 )(Jinchengjiang) — Guangxi (108 000)
- Hechuan (Heyang) — Chongqing (263 211)
- Hefei (合肥) — Anhui, capitale (1 107 100)----population urbaine de l'agglomération 1 916 000 ONU 2005
- Hegang (鹤岗) — Heilongjiang (594 000)
- Heihe (黑河) — Heilongjiang (119 500)
- Helong — Jilin (135 328)
- Hengshui — Hebei (230 000)
- Hengyang (衡阳) — Hunan (817 800)---population urbaine de l'agglomération 973 000 ONU 2005
- Heshan (Laibin) — Guangxi (150 679)
- Heyuan (河源) (Yuancheng) — Guangdong (207 600)
- Heze (菏泽) (Caozhou) — Shandong (305 445)----population urbaine de l'agglomération 1 318 000 ONU 2005
- Hezhou (贺州 ) (Hexian), (Babu) — Guangxi (113 031)
- Hohhot (呼和浩特) (Huheaote) — Mongolie-Intérieure (817 500)----population urbaine de l'agglomération 1 625 000 ONU 2005
- Honghu — Hubei (201 421)
- Hongjiang — Hunan (130 713)
- Houma — Shanxi (103 578)
- Huadian — Jilin (197 759)
- Huadu  — Guangdong (190 600) avant 1998, devenue un district de Guangzhou
- Huai'an (Huaicheng) — Jiangsu (155 657)----population urbaine de l'agglomération 1 243 000 ONU 2005
- Huaibei (淮北) — Anhui (612 400)---population urbaine de l'agglomération 858 000 ONU 2005
- Huaihua (怀化 ) — Hunan (211 500)
- Huainan (淮南) — Anhui (863 100)----population urbaine de l'agglomération 1 420 000 ONU 2005
- Huaiyin — Jiangsu (320 841) devenue un district de Huai'an
- Huanggang (Huangzhou) — Hubei (220 000)
- Huangshan (Tunxi) — Anhui (148 400)
- Huangshi (黄石) — Hubei (593 200)
- Huazhou — Guangdong (183 394)
- Huichun (Hunchun) — Jilin (141 562)
- Huiyang (Danshui) — Guangdong (192 713) devenue un district de  Huizhou
- Huizhou (惠州) — Guangdong (312 600)
- Hulin — Heilongjiang (152 353)
- Huludao (葫芦岛) (Jinxi) — Liaoning (492 278) ----population urbaine de l'agglomération 2 268 000 ONU 2005
- Humen (虎门镇) — Guangdong (577 548)

- Huzhou (湖州) — Zhejiang (343 900)----population urbaine de l'agglomération 1 203 000 ONU 2005

## J
- Ji'an — Jiangxi (245 000)
- Jiamusi — Heilongjiang (591 400)---population urbaine de l'agglomération 969 000 ONU 2005

- Jiangdu — Jiangsu (182 208)
- Jiangjin (Jijiang) — Chongqing (360 835)
- Jiangmen — Guangdong (345 500)
- Jiangyan (Fengchen), (Taixian) — Jiangsu (221 652)
- Jiangyin — Jiangsu (339 420)
- Jiangyou — Sichuan (221 960)
- Jianyang (Jiancheng) — Sichuan (161 496)
- Jiaohe — Jilin (170 881)
- Jiaonan — Shandong (186 424)
- Jiaozhou — Shandong (188 192)
- Jiaozuo — Henan (570 700)---population urbaine de l'agglomération 822 000 ONU 2005

- Jiaxing — Zhejiang (300 100)---population urbaine de l'agglomération 954 000 ONU 2005

- Jiayuguan — Gansu (125 300)
- Jieyang (Rongcheng) — Guangdong (211 900)
- Jilin — Jilin (1 244 700)----population urbaine de l'agglomération 2 255 000 ONU 2005

- Jimo — Shandong (149 083)
- Jinan — Shandong, capitale (1 713 036)----population urbaine de l'agglomération 2 743 000 ONU 2005

- Jinchang (Baijiazui) — Gansu (157 400)
- Jincheng — Shanxi (180 300)
- Jingdezhen — Jiangxi (330 000)
- Jingjiang — Jiangsu (136 204)
- Jingmen — Hubei (380 300)
- Jingzhou — Hubei (605 400)
- Jinhua — Zhejiang (262 600)
- Jining — Mongolie-Intérieure (206 514) District de la ville d'Ulaan Chab
- Jining (Shandong) — Shandong (508 200)----population urbaine de l'agglomération 1 143 000 ONU 2005

- Jinjiang (Qingyang) — Fujian (126 102)
- Jinzhong — Shanxi (259 600)
- Jinzhou — Liaoning (689 300) ---population urbaine de l'agglomération 925 000 ONU 2005

- Jishou — Hunan (114 650)
- Jiujiang — Jiangxi (392 800)
- Jiutai — Jilin (198 316)
- Jixi — Heilongjiang (757 600)---population urbaine de l'agglomération 947 000 ONU 2005

- Jiyuan (Jiquan) — Henan (241 406)
- Jurong — Jiangsu (108 555)

## K
- Kaifeng — Henan (587 600) ---population urbaine de l'agglomération 848 000 ONU 2005

- Kaili — Guizhou (149 000)
- Kaiping (Sanbu) — Guangdong (188 795)
- Kaiyuan — Liaoning (132 481)
- Kaiyuan — Yunnan (104 329)
- Kanton voir Guangzhou
- Karamay (Kelemayi) — Xinjiang (235 600)
- Kachgar (Qashi) — Xinjiang (205 056)
- Korla (Kuerle) — Xinjiang (200 374)
- Kowloon — Hong Kong (2 023 979)
- Kuitun (Kuytun) — Xinjiang (144 048)
- Kunming (anciennement Yunnanfu) — Yunnan, capitale (1 549 600))---population urbaine de l'agglomération 2 837 000 ONU 2005

- Kunshan (Yushan) — Jiangsu (177 003)
- Kwai Chung — Hong Kong (290 000)

## L
- Laiwu (Shuiji) — Shandong (401 600)
- Laixi — Shandong (118 709)
- Laiyang — Shandong (166 824)
- Laizhou (Ye Xian) — Shandong (206 786)
- Langfang (Anci) — Hebei (277 600)---population urbaine de l'agglomération 780 000 ONU 2005

- Langzhong (Baoning) — Sichuan (112 118)
- Lanxi — Zhejiang (262 600)
- Lanzhou — Gansu, capitale (1 527 400)----population urbaine de l'agglomération 2 411 000 ONU 2005

- Laohekou (Guanghua) — Hubei (162 343)
- Lechang (Lecheng) — Guangdong (177 572)
- Leiyang — Hunan (163 278)
- Leizhou (Leicheng), (Haikang) — Guangdong (114 461)
- Lengshuijiang — Hunan (176 182)
- Leping — Jiangxi (129 376)
- Leqing (Yueking) — Zhejiang (103 118)
- Leshan (Dongchan) — Sichuan (416 800)----population urbaine de l'agglomération 1 143 000 ONU 2005

- Lhassa — Région autonome du Tibet, capitale (121 568)
- Lianjiang (Liancheng) — Guangdong (246 638)
- Lianyuan — Hunan (133 059)
- Lianyungang (Xinpu) — Jiangsu (521 500) ---population urbaine de l'agglomération 768 000 ONU 2005

- Liaocheng — Shandong (337 100)
- Liaoyang — (Liaoning) (586 900) ---population urbaine de l'agglomération 773 000 ONU 2005

- Liaoyuan (Jiangyuan) — Jilin (386 800)
- Liling — Hunan (135 453)
- Linfen — Shanxi (257 684)---population urbaine de l'agglomération 799 000 ONU 2005

- Lingbao (Yinzhuang) — Henan (114 053)
- Lingyuan — (Liaoning) (141 481)
- Linhai — Zhejiang (127 378)
- Linhe  — Mongolie-Intérieure (186 234) District de la ville de Baynnur
- Linjiang — Guangdong (246 634)
- Linqing — Shandong (143 203)
- Linyi — Shandong (597 400)----population urbaine de l'agglomération 2 035 000 ONU 2005

- Linzhou (Linxian) — Henan (110 526)

- Liupanshui (Shuicheng) — Guizhou (251 900)----population urbaine de l'agglomération 1 149 000 ONU 2005

- Liuyang — Hunan (133 723)
- Liuzhou — Guangxi (811 800)----population urbaine de l'agglomération 1 409 000 ONU 2005

- Liyang — Jiangsu (292 482)
- Longhai (Shima) — Fujian (101 884)
- Longjing — Jilin (144 940)
- Longkou — Shandong (221 823)
- Longyan — Fujian (191 700)
- Loudi (Leidi) — Hunan (237 200)

- Lu'an — Anhui (311 800)----population urbaine de l'agglomération 1 647 000 ONU 2005
- Lufeng (Donghai) — Guangdong (260 804)
- Luoding (Luocheng) — Guangdong (338 722)
- Luohe — Henan (322 200)
- Luoyang — Henan (1 043 200)----population urbaine de l'agglomération 1 644 000 ONU 2005
- Luzhou — Sichuan (394 400)----population urbaine de l'agglomération 1 447 000 ONU 2005

## M
- Ma'anshan — Hong Kong (150 000)
- Ma'anshan (Anhui) — Anhui (420 300)
- Macao (Aomen) —  région administrative spéciale de Macao (435 235)
- Macheng — Hubei (175 322)
- Manzhouli — Mongolie-Intérieure (143 711)
- Maoming — Guangdong (337 600)
- Meihekou (Hailong) — Jilin (255 514)
- Meizhou (Meixian) — Guangdong (237 800)
- Mianyang — Sichuan (444 000)----population urbaine de l'agglomération 1 322 000 ONU 2005

- Mingguang (Jiashan) — Anhui (110 400) avant 1998
- Mishan — Heilongjiang (153 717)
- Mudanjiang — Heilongjiang (666 400)----population urbaine de l'agglomération 1 171 000 ONU 2005

- Muling (Bamiantong) — Heilongjiang (134 632)

## N
- Nan'an (Ximei) — Fujian (108 684)
- Nanchang — Jiangxi, capitale (1 386 500) ----population urbaine de l'agglomération 2 188 000 ONU 2005

- Nanchong — Sichuan (455 600)----population urbaine de l'agglomération 2 046 000 ONU 2005

- Nanhai (Guanjiao) — Guangdong (381 322) devenue un district de Foshan
- Nankang — Jiangxi (102 222)
- Nanjing (Nankin ou Nanking) — Jiangsu, capitale (2 388 915)----population urbaine de l'agglomération 3 621 000 ONU 2005

- Nanning — Guangxi, capitale (1 016 100)----population urbaine de l'agglomération 2 040 000 ONU 2005

- Nanping — Fujian (235 900)
- Nantong — Jiangsu (538 300) ---population urbaine de l'agglomération 891 000 ONU 2005

- Nanyang — Henan (524 000) ----population urbaine de l'agglomération 1 830 000 ONU 2005

- Nehe — Heilongjiang (128 191)
- Neijiang — Sichuan (326 600)----population urbaine de l'agglomération 1 441000 ONU 2005

- Ning'an — Heilongjiang (143 722)
- Ningbo — Zhejiang (806 900)----population urbaine de l'agglomération 1 810 000 ONU 2005

- Ningguo (Helixi) — Anhui (112 785)

## P
- Panjin (Panshan) — Liaoning (489 400)
- Panshi  — Jilin (165 101)
- Panzhihua (Dukou) — Sichuan (502 500)
- Pékin (Beijing) - Pékin (12 770 000)----population urbaine de l'agglomération 17 430 000 BES 2008

- Penglai (Dengzhou) — Shandong (115 022)
- Pengzhou (Pengxian) — Sichuan (126 028)
- Pingdingshan — Henan (663 400)---population urbaine de l'agglomération 861 000 ONU 2005

- Pingdu — Shandong (198 558)
- Pingliang — Gansu (124 447)
- Pingxiang — Jiangxi— (363 700) ---population urbaine de l'agglomération 905 000 ONU 2005

- Pizhou (Pixian), (Yunhe) — Jiangsu (159 194)
- Pulandian (Xinjin) — Liaoning (166 331)
- Puning (Liusha) — Guangdong (312 496)
- Putian — Fujian (170 100)
- Puyang — Henan (307 900)

## Q
- Qianjiang — Hubei (313 500)
- Qidong (Huilong) — Jiangsu (231 611)
- Qingyuan — Guangdong203 900)
- Qingzhou (Yidu) — Shandong (193 996)
- Qinhuangdao — Hebei (521 100)---population urbaine de l'agglomération 944 000 ONU 2005

- Qinzhou — Guangxi (186 000)
- Qiongshan — Hainan (212 572)en 1999 à présent district de Haikou
- Qiqihar — Heilongjiang (1 125 900)----population urbaine de l'agglomération 1 607 000 ONU 2005

- Qitaihe — Heilongjiang (320 400)
- Qixia — Shandong (117 605)
- Quanzhou — Fujian (329 900)----population urbaine de l'agglomération 1 377 000 ONU 2005

- Qufu — Shandong (157 201)
- Qujing — Yunnan (225 800)
- Quzhou (Quxian) — Zhejiang (165 500)

## R
- Renqiu — Hebei (158 242)
- Rizhao — Shandong (359 200)
- Rongcheng (Yatou) — Shandong (203 263)
- Rugao (Rucheng) — Jiangsu (276 028)
- Rui'an — Zhejiang (164 563)
- Rushan (Zhuwang), (Xiacun)— Shandong (159 179)
- Ruzhou — Henan (102 691)

## S
- Saihanba — Hebei
- Sanhe — Hebei (101 800)avant 1998
- Sanmenxia — Henan (206 600)
- Sanming — Fujian (207 100)
- Sanshui (Xinan) — Guangdong (145 279) devenue un district de Foshan
- Sanya (Yaxian) — Hainan (181 700)
- Shanghai — Shanghai (14 460 000) ----population urbaine de l'agglomération 18 542 000 ONU 2005
- Shangqiu (Zhuji) — Henan (790 200)----population urbaine de l'agglomération 1 650 000 ONU 2005

- Shangrao — Jiangxi (220 000)
- Shangyu — Zhejiang (116 279)
- Shanwei — Guangdong (185 000)
- Shaoguan — Guangdong (463 100)
- Shangzhi — Heilongjiang (228 273)
- Shantou — Guangdong (940 800)----population urbaine de l'agglomération 1 495 000 ONU 2005

- Shaoxing — Zhejiang (311 000)
- Shaoyang — Hunan (337 600)
- Sha Tin — Hong Kong (480 000)
- Shenyang — Liaoning, capitale (3 876 289)----population urbaine de l'agglomération 4 720 000 ONU 2005

- Shenzhen — Guangdong (1 061 200))----population urbaine de l'agglomération 7 233 000 ONU 2005

- Sheung Shui (Fanling) — Hong Kong (245 000)
- Shihezi — Xinjiang (330 535)
- Shijiazhuang — Hebei, capitale (1 632 300)----population urbaine de l'agglomération 2 275 000 ONU 2005

- Shishou — Hubei (140 634)
- Shiyan — Hubei (396 100)
- Shizuishan — Níngxià (320 600)
- Shouguang — Shandong(202 067)
- Shuangcheng — Heilongjiang (172 936)
- Shuangliao (Zhengjiatun) (Shungliao)  — Jilin (135 663)
- Shuangyashan — Heilongjiang (436 200)
- Shulan — Jilin (208 723)
- Shunde (Daliang) — Guangdong (339 392) devenue un district de Foshan
- Shuozhou — Shanxi (154 100)
- Sihui (Qingtang) — Guangdong (125 065)
- Siping — Jilin (392 600)
- Songyuan (Fuyu) — Jilin  (310 800)
- Songzi (Nanhai) — Hubei (148 183)
- Suihua — Heilongjiang (262 117)
- Suining — Sichuan (266 100)----population urbaine de l'agglomération 1 401 000 ONU 2005

- Suizhou (Suixian) — Hubei (333 766)
- Suqian (Sucheng) — Jiangsu (232 200)
- Suzhou (Suxian) — Anhui (359 500)----population urbaine de l'agglomération 1 849 000 ONU 2005

- Suzhou — Jiangsu (1 170 600)----population urbaine de l'agglomération 1 553 000 ONU 2005

## T
- Tai'an — Shandong (615 300)----population urbaine de l'agglomération 1 598 000 ONU 2005
- Taicang — Jiangsu (119 862)
- Tai Po — Hong Kong (295 000)
- Taishan (Taicheng) — Guangdong (355 017)
- Taixing — Jiangsu (185 270)
- Taiyuan — Shanxi, capitale (1 768 530)----population urbaine de l'agglomération 2 794 000 ONU 2005
- Taizhou (Jiangsu) — Jiangsu (303 700)
- Taizhou (Zhejiang) (Jiaojiang) — Zhejiang (281 045)
- Tangshan — Hebei (1 279 200)----population urbaine de l'agglomération 1 825 000 ONU 2005
- Taonan (Tao'an) — Jilin (156 464)
- Tengzhou (Tengxian) — Shandong (452 009)
- Tianchang — Anhui (167 508)
- Tianjin) — (5 095 900) ----population urbaine de l'agglomération 7 095 000 ONU 2005
- Tianmen — Hubei (367 036)----population urbaine de l'agglomération 1 676 000 ONU 2005
- Tianshui (Qincheng) — Gansu (320 300)----population urbaine de l'agglomération 1 199 000 ONU 2005
- Tiefa — Liaoning (165 956)
- Tieli — Heilongjiang (272 841)
- Tieling — Liaoning (330 200)
- Tin Shui Wai — Hong Kong (125 000)
- Tongchuan — Shaanxi (309 600)
- Tonghua (Dongchang) — Jilin (389 700)
- Tongliao — Mongolie-Intérieure (324 300) ---population urbaine de l'agglomération 855 000 ONU 2005
- Tongling — Anhui (315 000)
- Tongxiang — Zhejiang (109 976)
- Tongzhou (Tongshan) — Jiangsu (364 500)avant 1998
- Tseung Kwan O — Hong Kong (235 000)
- Tsuen Wan (Quanwan) — Hong Kong (275 000)
- Tsingtao (Qingdao) — Shandong (1 867 400)----population urbaine de l'agglomération 2 817 000 ONU 2005
- Tsing Yu — Hong Kong (190 000)
- Tuen Mun — Hong Kong (470 000)
- Tumen — Jilin (102 191)

## U
- Ulanhot (Wulanhaote) — Mongolie-Intérieure (182 128)
- Ürümqi (Ouroumtsi) (Wulumuqi) — Xinjiang, capitale (1 359 000)----population urbaine de l'agglomération 2 025 000 ONU 2005

## W
- Wafangdian (Fuxian) — Liaoning (305 249)
- Weifang — Shandong (684 000)----population urbaine de l'agglomération 1 498 000 ONU 2005

- Weihai — Shandong (367 700)
- Weinan — Shaanxi (226 600)
- Wendeng (Wencheng) — Shandong (183 952)
- Wenling — Zhejiang (134 074)
- Wenzhou — Zhejiang (563 400)----population urbaine de l'agglomération 2 212 000 ONU 2005

- Wuchang — Heilongjiang (227 856)
- Wuchuan — Guangdong (184 812)
- Wudalianchi — Heilongjiang(157 147)
- Wuhai(Haibowan) — Mongolie-Intérieure (343 800)
- Wulumuqi voir (Ürümqi)
- Wuhan (ville issue de la fusion de Hankou, Hanyang et Wuchang) — Hubei, capitale (3 911 824))----population urbaine de l'agglomération 7 093 000 ONU 2005

- Wuhu — Anhui (551 100)---population urbaine de l'agglomération 774 000 ONU 2005
- Wujiang (Songling) — Jiangsu (176 514)
- Wujin — Jiangsu (141 495)
- Wuwei (Liangzhou) — Gansu (181 328)
- Wuxi — Jiangsu (1 265 700)----population urbaine de l'agglomération 1 646 000 ONU 2005

- Wuxian — Jiangsu (176 694)
- Wuxue — Hubei (142 136)
- Wuzhong — Níngxià (100 700)
- Wuzhou — Guangxi (257 900)

## X
- Xiamen (Amoy) — Fujian (697 300) — population urbaine de l'agglomération 2 371 000 (ONU 2005)
- Xi'an — Shaanxi, capitale (2 294 970) — population urbaine de l'agglomération 3 926 000 (ONU 2005)
- Xiangcheng (Nandun) — Henan (103 692)
- Xiangfan — Hubei (633 200) — population urbaine de l'agglomération 1 006 000 (ONU 2005)
- Xiangtan — Hunan (550 600)
- Xiangxiang — Hunan (103 871)
- Xianning — Hubei (261 000)
- Xiantao — Hubei (412 434) — population urbaine de l'agglomération 1 528 000 (ONU 2005)
- Xianyang — Shaanxi (465 800) — population urbaine de l'agglomération 1 072 000 (ONU 2005)
- Xiaogan — Hubei (238 900)
- Xiaoshan — Zhejiang (220 815)
- Xiaoyi — Shanxi (117 133)
- Xichang — Sichuan (174 781)
- Xingcheng — Liaoning (120 431)
- Xianggang (Victoria City) — Hong Kong, capitale (1 035 000) — population urbaine de l'agglomération 7 041 000 (ONU 2005)
- Xianggangzi (Aberdeen) — Hong Kong (165 000)
- Xinghua (Zhaoyang) — Jiangsu (199 023)
- Xingning (Xingcheng) — Guangdong (206 712)
- Xingping (Qili) — Shaanxi (108 491)
- Xingtai — Hebei (463 200)
- Xingyi (Guizhou) (99 500) — population urbaine de l'agglomération 785 000 (ONU 2005)
- Xinhui (Huicheng) — Guangdong (269 528)
- Xining — Qinghai, capitale (604 812) — population urbaine de l'agglomération 987 000 (ONU 2005)
- Xinmin — Liaoning (123 655)
- Xintai — Shandong (381 637)
- Xinxiang — Henan (633 200) — population urbaine de l'agglomération 863 000 (ONU 2005)
- Xinyang — Henan (386 900) — population urbaine de l'agglomération 1 450 000 (ONU 2005)
- Xinyi (Dongzhen) — Guangdong (170 368)
- Xinyi (Xinan) — Jiangsu (127 496)
- Xinyu — Jiangxi (275 000) — population urbaine de l'agglomération 870 000 (ONU 2005)
- Xinzheng — Henan (131 300) avant 1998
- Xinzhou  — Shanxi (143 840)
- Xishan — Jiangsu (159 200) avant 1998, devenue un district de Wuxi
- Xuanwei (Rongcheng) — Yunnan (120 046)
- Xuanzhou (Xuancheng) — Anhui (136 914) — population urbaine de l'agglomération 851 000 (ONU 2005)
- Xuchang — Henan (297 200)
- Xu Yi — Jiangsu (inconnue)
- Xuzhou — Jiangsu (1 120 500) — population urbaine de l'agglomération 1 960 000 (ONU 2005)

## Y
- Yakeshi (Xuaguit Qi)  — Mongolie-Intérieure (391 627)
- Ya'an — Sichuan (119 320)
- Yan'an — Shaanxi (145 800)
- Yancheng — Jiangsu (404 700)---population urbaine de l'agglomération 789 000 ONU 2005

- Yangchun (Chuncheng) — Guangdong (206 440)
- Yangjiang — Guangdong (310 900)
- Yangquan — Shanxi (477 700)
- Yangzhou — Jiangsu (531 200)
- Yanji — Jilin (329 112)
- Yantai — Shandong (917 900)----population urbaine de l'agglomération 1 991 000 ONU 2005

- Yanzhou — Shandong(199 491)
- Yibin — Sichuan (305 600)---population urbaine de l'agglomération 872 000 ONU 2005

- Yichang — Hubei (639 600)---population urbaine de l'agglomération 823 000 ONU 2005

- Yicheng — Hubei (116 586)
- Yichun (Heilongjiang) — Heilongjiang (803 700)---population urbaine de l'agglomération 785 000 ONU 2005

- Yichun (Jiangxi) — Jiangxi (198 799)---population urbaine de l'agglomération 961 000 ONU 2005

- Yima — Henan (116 760)
- Yingcheng — Henan (118 659)
- Yingcheng — Hubei (120 499) devenue un district de Xiaogan
- Yinchuan — Níngxià (516 600)---population urbaine de l'agglomération 932 000 ONU 2005

- Yingde (Yingcheng) — Guangdong (205 782)
- Yingkou — Liaoning (514 700)---population urbaine de l'agglomération 764 000 ONU 2005

- Yingtan — Jiangxi (122 700)
- Yining (Ghulja)— Xinjiang (280 000)
- Yixing — Jiangsu (258 808)
- Yiyang — Hunan (318 100)----population urbaine de l'agglomération 1 313 000 ONU 2005

- Yizheng — Jiangsu (166 358)
- Yong'an — Fujian (130 688)
- Yongcheng — Henan (118 659)
- Yongchuan (Yongchang) — Chongqing (139 682)
- Yongzhou — Hunan (293 400)---population urbaine de l'agglomération 991 000 ONU 2005

- Yuanjiang — Hunan (140 406)
- Yuanping — Shanxi (101 689)
- Yuci (Jinzhong) — Shanxi (243 948)---population urbaine de l'agglomération 785 000 ONU 2005

- Yuen Long — Hong Kong (170 000)
- Yueyang — Hunan (511 000)---population urbaine de l'agglomération 847 000 ONU 2005

- Yuhang (Linping) — Zhejiang (152 429) devenue un district de Hangzhou
- Yulin (Guangxi) — Guangxi (201 000)---population urbaine de l'agglomération 1 060 000 ONU 2005

- Yulin (Shaanxi) — Shaanxi (121 600)
- Yumen (Laojunmiao) — Gansu (116 194)
- Yuncheng — Shanxi (172 620)
- Yunfu (Yuncheng) — Guangdong (172 000)
- Yushu — Jilin (171 692)
- Yuxi — Yunnan (124 000)
- Yuyao — Zhejiang (136 464)
- Yuzhou — Henan (133 619)

## Z
- Zalantun (Butha Qi) — Mongolie-Intérieure (143 273)
- Zaoyang — Hubei (211 295)
- Zaozhuang — Shandong (791 500)----population urbaine de l'agglomération 2 096 000 ONU 2005

- Zengcheng (Licheng) — Guangdong (197 023)
- Zhangjiagang (Yangshe) — Jiangsu (168 546)
- Zhangjiajie (Dayong) — Hunan (112 500)avant 1998
- Zhangjiakou — Hebei (681 100)---population urbaine de l'agglomération 1 001 000 ONU 2005

- Zhangqiu (Mingshu) — Shandong (207 212)
- Zhangshu — Jiangxi 112 600)
- Zhangye — Gansu (114 592)
- Zhangzhou (Longxi) — Fujian (250 300)
- Zhanjiang — Guangdong (637 400)----population urbaine de l'agglomération 1 514 000 ONU 2005

- Zhaodong — Heilongjiang (227 218)---population urbaine de l'agglomération 783 000 ONU 2005

- Zhaoqing — Guangdong (323 200)
- Zhaotong — Yunnan (104 382)
- Zhaoyuan — Heilongjiang (172 646)
- Zhengzhou — Henan, capitale (1 465 069)----population urbaine de l'agglomération 2 590 000 ONU 2005

- Zhenjiang — Jiangsu (526 400)---population urbaine de l'agglomération 803 000 ONU 2005

- Zhijiang (Qixingtai) — Hubei (126 808)
- Zhongshan (Shiqizhen) — Guangdong (426 900)
- Zhongxiang (Yingzhong) — Hubei (224 442)
- Zhoukou — Henan (189 377)
- Zhoushan — Zhejiang (232 000)
- Zhuanghe (Zhuangdian) — Liaoning (161 223)
- Zhucheng — Shandong (145 952)
- Zhuhai  — Guangdong (530 800)---population urbaine de l'agglomération 963 000 ONU 2005

- Zhuji — Zhejiang (116 116)
- Zhumadian — Henan (204 020)
- Zhuozhou (Zhuoxian) — Hebei (109 390)
- Zhuzhou (Zhouxian) — Hunan (567 700)---population urbaine de l'agglomération 1 016 000 ONU 2005

- Zibo — Shandong (1 514 000) ---population urbaine de l'agglomération 2 982 000 ONU 2005

- Zigong — Sichuan (478 500) ---population urbaine de l'agglomération 1 087 000 ONU 2005

- Zixing — Hunan (123 747)
- Ziyang — Sichuan (145 665)
- Zoucheng (Zouxian) — Shandong (352 049)
- Zunyi — Guizhou (352 500)---population urbaine de l'agglomération 799 000 ONU 2005